# 州村衛香
州村 衛香（すむら えいこう、女性、1943年6月1日 - ）は、日本のいけばな作家。
東京都出身。草月流師範会理事、草月会本部講師、財団法人草月会評議員、日本いけばな芸術協会特別会員、いけばな協会評議員、いけばなインターナショナル会員、IKEBANA ATRIUM主宰。

## 年譜
- 1943年 東京生まれ
- 1953年 草月流入門
- 1963年 父（故 州村公束）の助手、代稽古を務める
- 1966年 青山学院大学文学部卒業
- 1973年 草月流師範会理事
- 1983年 東急セミナーBE 渋谷講師
- 1985年 （財）草月会評議員、聖蹟桜ヶ丘 京王友の会講師
- 1988年 東急セミナーBE 雪谷講師
- 1991年 朝日放送「花ごよみ」出演、外務省より東欧4ヶ国（ドイツ、ポーランド、ルーマニア、ブルガリア）にいけばな使節大使として派遣
- 1992年 長艸敏明氏 繍・能装束（伝承の美・鬘帯の魅力）展 会場構成、草月会本部講師、大阪家元教室講師、東郷学園講師
- 1993年 ニュージーランドにてデモンストレーション及びワークショップ
- 1994年 アメリカ（ロサンゼルス、サンディエゴ、ニュージャージー、ニューヨーク、ダラス）にてデモンストレーション及びワークショップ
- 1995年 植物を使ったレリーフ展主催（麻布工芸美術館）
- 1996年 個展「四季の葉の語らい」（銀座ミキモトホール）、アメリカ（コロラド、ワシントン）にてデモンストレーション及びワークショップ
- 1998年 故 州村公束追悼展「想花譜」主催（草月会館）、草月INインペリアルプラザ（帝国ホテル・サロン・ド・テ）
- 1999年 香港フラワーショーにてデモンストレーション及びワークショップ、第二回草月INインペリアルプラザ（帝国ホテル・サロン・ド・テ）、帝国ホテル・サロン・ド・テにてケーキのデザイン
- 2000年 桜月流美絹剣道 公演「源氏物語」いけばな演出及び舞台美術（東京グローブ座）、草月INインペリアルプラザ（帝国ホテル・レストランユリーカ）
- 2001年 セルリアンタワー東急ホテルいけばな装飾、草月INインペリアルプラザ（帝国ホテル・田崎真珠）
- 2002年 「IKEBANA ATRIUM」ショップ＆ギャラリーをオープン（グランドプリンスホテル新高輪）、草月会東京南支部支部長
- 2003年 シュウウエムラコンセプトショップ「UTOWA」インスタレーション（N.Y. チェルシー）
- 2004年 第一回東京国際フラワーEXPOフラワーアレンジメントショー日本代表アーティスト（東京ビッグサイト）
- 2005年 「フレンチといけばなの出会い」ディナーショー（セルリアンタワー東急ホテル）、いけばなによる初のブライダルコーディネートを提案（セルリアンタワー東急ホテル）、第二回東京国際フラワーEXPOフラワーアレンジメントショー日本代表アーティスト（東京ビッグサイト）
- 2006年 イケバナインターナショナル世界大会オープニングインスタレーション（グランドプリンスホテル新高輪）
- 2007年 花贈りイベント「ミノザの日」舞台美術及びいけばな演出
- 2008年 花贈りイベント「Greeting flower2008」舞台美術及びいけばな演出、日越友好関係35周年イベントいけばなデモンストレーション及びワークショップ開催（ベトナム ハノイ）
- 2009年 国際交流基金より東欧4ヶ国（クロアチア、セルビア、スロベニア、ボスニア・ヘルツェゴビナ）にいけばな使節として派遣、いけばなデモンストレーション及びワークショップ（ベトナム ハノイ）
- 2010年 POLA銀座ビルにてウィンドウディスプレイ（1月〜7月）、東京藝術大学にて公演、TBSドラマ「SPEC」花演出
- 2011年 POLA新年ウィンドウディスプレイ及びインスタレーション、品川女子学院中等部2年生授業（毎年）、現代アートフェアいけばなプロデュース、セルリアンタワー東急ホテル10周年記念ディナーパーティ、いけばなデモンストレーション（シンガポール）、デモンストレーション及びワークショップ（オランダ、フランス）
- 2012年 東京プリンスホテルリニューアル記念いけばなインスタレーション、ザ・プリンスパークタワー7周年記念いけばなインスタレーション、「Tulip Fantasia　チューリップ・ファンタジア　～ いけばな草月流による、10万枚の花びらの世界 ～」を富山県と共同主催（丸ビル マルキューブ）

## 常設展示
- セルリアンタワー東急ホテル
- キャピトル東急ビジネスタワー

## 個展
- 1996年 個展「四季の葉の語らい」（銀座ミキモトホール）

## テレビ出演
- 1991年 朝日放送「花ごよみ」出演